# Смирнов, Александр Фёдорович (учёный)
Александр Фёдорович Смирнов — советский и российский учёный, доктор юридических наук, профессор, государственный советник юстиции 2-го класса.
Автор более 50 работ, включая курсы лекций и учебники.

## Биография
В 1972 году окончил Свердловский юридический институт (ныне Уральский государственный юридический университет), после чего работал на различных должностях в прокуратуре Челябинской области. В 1979 году защитил кандидатскую диссертацию на тему «Применение акта амнистии органами предварительного расследования в советском уголовном процессе».
С 1986 года А. Ф. Смирнов находился на преподавательской работе в Институте повышения квалификации руководящих кадров Генеральной прокуратуры РФ. В 1998 году защитил докторскую диссертацию на тему «Организационно-правовые факторы оптимизации управления в органах прокуратуры Российской Федерации». Работал старшим преподавателем в Высшей следственной школе МВД СССР в городе Волгограде.
В 2006—2008 годах — ректор Всероссийского государственного университета юстиции. В настоящее время — заведующий кафедрой организации правоохранительной деятельности Московского государственного юридического университета имени О. Е. Кутафина.
Почётный работник прокуратуры РФ, Заслуженный юрист РФ (2000).